# Lattrop
Lattrop (52° 26′ N, 6° 59′ L) é uma cidade dos Países Baixos, na província de Overijssel. Lattrop pertence ao município de Dinkelland, e está situada a 13 km, a norte de Oldenzaal.
Em 2001, a cidade de Lattrop tinha 358 habitantes. A área urbana da cidade é de 0.11 km², e tem 126 residências. 
A área de Lattrop, que também inclui as partes periféricas da cidade, bem como a zona rural circundante, tem uma população estimada em 890 habitantes.